# Možje brez kril
Možje brez kril (češko Muži bez křídel) je češkoslovaški dramski film iz leta 1946, ki ga je režiral František Čap po scenariju Bohumila Štěpáneka. V glavnih vlogah nastopajo Gustav Nezval, Ladislav H. Struna in Jaroslav Zrotal. Dogajanje je postavljeno v okupirano Češkoslovaško leta 1942 po atentatu na SS-Obergruppenführerja Reinharda Heydricha. Jirka (Ladislav Hájek) je izgubil družino v povračilnih umorih nacistov v Lidicah, zdaj živi s stricem Petrom Lomom (Nezval), pri skrbi zanj pomaga tudi soseda Marta (Pavla Vrbenská). Lom začne delati na vojaškem letališču, ki ga upravlja Ullman (Eduard Linkers) in kjer je prisotno partizansko gibanje za zbiranje orožja in komuniciranje z zavezniki. Pri zbiranju zaupnih načrtov in podatkov nacistov jim zelo pomaga Ullmanova tajnica (Jiřina Petrovická), Marta pa se izkaže za nacistično informatorko. Tudi Jirka se zaposli na letališču, toda v navalu žalosti in besa poskuša ukrasti granato, pri čemer ga ujame Gestapo in kasneje ustreli. Gestapo začne zbirati in preiskovati vse na letališču po smrti Ullmana. Ob grožnji s smrtjo vsem delavcem Lom prizna krivdo in je ubit v strelskem obračunu s pripadniki Gestapa, v zadnjem prizoru tik pred smrtjo doživi vizijo osvoboditve Češkoslovaške.
Film je bil premierno prikazan 25. oktobra 1946. Prikazan je bil na Filmskem festivalu v Cannesu, kjer je bil med enajstimi dobitniki nagrade Grand Prix du Festival International du Film za najboljši film, kasneje znane kot zlata palma.

## Vloge
- Gustav Nezval kot Petr Lom
- Ladislav H. Struna kot Bureš
- Jaroslav Zrotal kot Pavlík
- Vladimír Hlavatý kot Karas
- Jan W. Speerger kot Vondra
- Jaroslav Seník kot Zeman
- Ladislav Hájek kot Jirka
- Karel Peyr kot direktor letališča
- Eduard Linkers kot Ullmann
- Jiřina Petrovická kot Jana Tomešová
- Pavla Vrbenská kot Marta Pohlová